# (6920) Esaki
(6920) Esaki est un astéroïde de la ceinture principale.

## Description
(6920) Esaki est un astéroïde de la ceinture principale. Il fut découvert le 14 mai 1993 à Kitami par Kin Endate et Kazuro Watanabe. Il présente une orbite caractérisée par un demi-grand axe de 2,39 UA, une excentricité de 0,08 et une inclinaison de 6,7° par rapport à l'écliptique.

## Compléments